# Sonic hedgehog

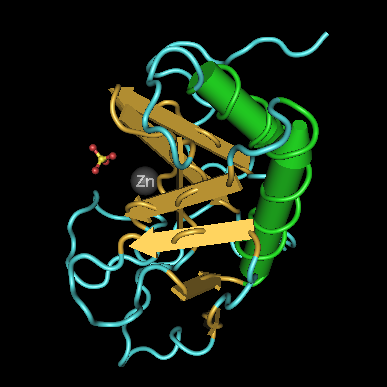
Proteinet sonic hedgehog-homologs tredimensionella struktur. Bilden är en datormodell baserat på proteinsekvenser från gnagare.

Sonic hedgehog eller sonic hedgehog-homolog, ibland förkortat SHH, är ett protein som finns hos däggdjur och har viktiga funktioner för organutvecklingen, såsom hjärnans utveckling eller framväxten av ben och armar. Namnet kommer från början från bananflugan, där genen och proteinet kallades hedgehog. 
Sonic hedgehog, liksom besläktade proteiner hos andra djurarter, ingår i ett system för signalering mellan celler. Den verkar som en morfogen, och är även det mest välutforskade i ryggradsdjur genom diffusion från cell till cell bildas en koncentrationsgradient av molekylen, och ämnet har olika verkan på embryots celler beroende på koncentration. Proteinet sonic hedgehog har dock funktioner även hos vuxna; den kontrollerar celldelning i stamceller hos vuxna, och har visat sig påverka utvecklingen av vissa sorters cancer.
Genen hedgehog upptäcktes i Eric Wieschaus' och Christiane Nüsslein-Volhards klassiska screeningundersökningar utförda i Heidelberg, som publicerades 1978. Dessa undersökningar, som gav dem 1995 års nobelpris i medicin eller fysiologi, identifierade gener som kontrollerar hur de olika segment hos bananflugan Drosophila menalogaster utvecklas under det embryonala stadiet. Om genen muterades till en icke funktionell variant, blev embryot täckt med piggar liknande en igelkott (på engelska hedgehog, därav namnet).
Försök att hitta en homolog till hedgehog hos däggdjur avslöjade tre stycken. De två som hittades först, desert hedgehog och Indian hedgehog, namngavs efter olika igelkottsarter, medan Sonic hedgehog namngavs efter TV-spelsfiguren Sonic the Hedgehog.